# World Athletics Cross Country Tour 2025
Il World Athletics Cross Country Tour 2024-2025 è stata la quarta edizione del World Athletics Cross Country Tour, serie di meeting internazionali di corsa campestre organizzata annualmente dalla World Athletics.
Il numero di eventi Gold è salito a 17, rispetto ai 13 dell'edizione precedente.

## I meeting

### Gold[1]
| N° | Data        | Meeting                                       | Sede                   | Vincitore uomini         | Vincitrice donne       |
| -- | ----------- | --------------------------------------------- | ---------------------- | ------------------------ | ---------------------- |
| 1  | 20 ottobre  | Cross Internacional Zornotza                  | Amorebieta-Etxano      | Rodrigue Kwizera         | Francine Niyomukunzi   |
| 2  | 27 ottobre  | Cross de Atapuerca                            | Atapuerca              | Rodrigue Kwizera         | Daisy Jepkemei         |
| 3  | 9 novembre  | Cardiff Cross Challenge                       | Cardiff                | Keneth Kiprop            | Charity Cherop         |
| 4  | 10 novembre | Cross Internacional de Soria                  | Soria                  | Rodrigue Kwizera         | Mercy Chepkemoi        |
| 5  | 17 novembre | Cinque Mulini                                 | San Vittore Olona      | Matthew Kipkoech Kipruto | Yenenesh Shimket       |
| 6  | 17 novembre | Cross d'Allonnes                              | Allonnes               | Jimmy Gressier           | Grace Loibach Nawowuna |
| 7  | 17 novembre | Cross Internacional de Itálica                | Santiponce             | Thierry Ndikumwenayo     | Beatrice Chebet        |
| 8  | 21 novembre | Cross Champs                                  | Austin                 | Edwin Kurgat             | Emily Venters          |
| 9  | 24 novembre | Cross Internacional de Alcobendas             | Alcobendas             | Rodrigue Kwizera         | Nadia Battocletti      |
| 10 | 24 novembre | Festival du Cross                             | Carhaix                | Matthew Kipkoech Kipruto | Belinda Chemutai       |
| 11 | 7 dicembre  | The Great Chepsaita Cross Country             | Eldoret                | Samwel Chebolei Masai    | Loice Chekwemoi        |
| 12 | 15 dicembre | Cross Internacional de Venta de Baños         | Venta de Baños         | Nassim Hassaous          | Carolina Robles        |
| 13 | 5 gennaio   | Elgoibar Cross Country Juan Muguerza Memorial | Elgoibar               | Berihu Aregawi           | Beatrice Chebet        |
| 14 | 6 gennaio   | Campaccio                                     | San Giorgio su Legnano | Telahun Haile Bekele     | Nadia Battocletti      |
| 15 | 26 gennaio  | Cross Cup de Hannut                           | Hannut                 | Rogers Kibet             | Sheila Jebet           |
| 16 | 2 febbraio  | Cross Internacional das Amendoeiras em Flor   | Albufeira              | Rodrigue Kwizera         | Francine Niyomukunzi   |
| 17 | 23 febbraio | Sirikwa Cross Country Classic                 | Eldoret                | Daniel Ebenyo            | Agnes Jebet Ngetich    |

### Silver[2]
| N° | Data         | Meeting                                         | Sede                     | Vincitore uomini | Vincitrice donne        |
| -- | ------------ | ----------------------------------------------- | ------------------------ | ---------------- | ----------------------- |
| 1  | 20 settembre | TCS Lidingöloppet                               | Lidingö                  | Ebba Tulu Chala  | Carolina Wikström       |
| 2  | 13 ottobre   | Autumn Open International                       | Dublino                  | Keelan Kilrehill | Sophie Tarver           |
| 3  | 3 novembre   | Cross de San Sebastián                          | San Sebastián            | Santiago Catrofe | Diana Chepkemoi         |
| 4  | 9 novembre   | Sparkassen Cross Pforzheim                      | Pforzheim                | Markus Görger    | Maurine Jepkoech Chebor |
| 5  | 24 novembre  | International Warandecross Tilburg              | Tilburg                  | Niels Laros      | Sarah Lahti             |
| 6  | 6 dicembre   | Trofeo Ibercaja Zaragoza Gran Premio de Aragon  | Saragozza                | Ezekiel Letaya   | Cristina Espejo         |
| 7  | 22 dicembre  | Amurrioko Nazioarteko Krosa                     | Amurrio                  | Younés Kniya     | Majida Maayouf          |
| 8  | 19 gennaio   | Gran Premio Cáceres de la Diputación de Cáceres | Garrovillas de Alconétar | Dan Kibet        | Daisy Jepkemei          |

### Bronze[3]
| N° | Data         | Meeting                                  | Sede           | Vincitore uomini        | Vincitrice donne        |
| -- | ------------ | ---------------------------------------- | -------------- | ----------------------- | ----------------------- |
| 1  | 28 settembre | Castlegar International Cross Country    | Galway         | Keelan Kilrehil         | Lauren Tinkler          |
| 2  | 12 gennaio   | Cross Internacional Ciudad de Valladolid | Valladolid     | Samuel Firewu           | Majida Maayouf          |
| 3  | 19 gennaio   | Cross La Mandria International           | Venaria Reale  | Emmanuel Korir Kiplagat | Yenenesh Shimket        |
| 4  | 9 febbraio   | Cross della Vallagarina                  | Villa Lagarina | Célestin Ndikumana      | Ruken Tek               |
| 5  | 2 marzo      | International White Cross                | Belgrado       | Shadrack Kimaiyo        | Valentine Benedek-Jebet |

## Classifiche

### Uomini[4]
| Pos. | Nome                     | Nazione      | Punti |
| ---- | ------------------------ | ------------ | ----- |
| 1    | Rodrigue Kwizera         | Burkina Faso | 3720  |
| 2    | Matthew Kipkoech Kipruto | Kenya        | 3680  |
| 3    | Thierry Ndikumwenayo     | Spagna       | 3660  |
| 4    | Oscar Chelimo            | Uganda       | 3640  |
| 5    | Célestin Ndikumana       | Burkina Faso | 3620  |

### Donne[5]
| Pos. | Nome                 | Nazione      | Punti |
| ---- | -------------------- | ------------ | ----- |
| 1    | Nadia Battocletti    | Italia       | 3720  |
| 2    | Francine Niyomukunzi | Burkina Faso | 3700  |
| 3    | Sheila Jebet         | Kenya        | 3680  |
| 4    | Charity Cherop       | Uganda       | 3640  |
| 5    | Carolina Robles      | Spagna       | 3620  |